# Canthydrus ephemeralis
Canthydrus ephemeralis är en skalbaggsart som beskrevs av Watts 2001. Canthydrus ephemeralis ingår i släktet Canthydrus och familjen grävdykare. Inga underarter finns listade i Catalogue of Life.